# ピーター・ケノー
ピーター・ケノー（Peter Kennaugh、1989年6月15日 - ）は、イギリスのマン島、ダグラス出身の自転車競技選手。
「ケニャック」「クナウフ」と表記されることもある。

## 来歴
ロードレースとトラックレースの兼用選手。実弟のティム・ケノーも自転車選手として活動している。
2006年
- ジュニア世界選手権自転車競技大会
  - スクラッチ 優勝
  - 団体追抜 3位
- 欧州選手権・ジュニア部門 団体追抜 優勝

2007年
- 欧州選手権
- U23部門 団体追抜 優勝
  - ジュニア部門 団体追抜優勝
- イギリス選手権・ジュニア部門 個人ロードレース 優勝
- カイツァー・デア・ユーニオレス 総合優勝

2008年
- イギリス選手権
  - U23部門 個人ロード 優勝
  - マディソン 優勝（+ マーク・カヴェンディッシュ）
- トロフェオ・インテルナツィオナーレ・バスティアネッリ 優勝
- 欧州選手権
- U23部門 団体追抜 優勝

2009年
- UCIトラックワールドカップ2008-2009
  - コペンハーゲン 団体追抜 優勝

2010年、チーム・スカイと契約を結ぶ。
2011年
- トラック世界選手権
  - 団体追抜 3位
- ジロ・デ・イタリア 総合87位
- ルート・デュ・スュド 総合3位
- ツール・ド・ポローニュ 総合5位
- 欧州選手権
- 団体追抜 優勝（スティーヴン・バーク、エド・クランシー、アンドリュー・テナント、ジェライント・トーマス）

2012年
- トラックレース世界選手権・団体追抜に、エド・クランシー、ジェライント・トーマス、スティーヴン・バーク（予選はバークではなく、アンドリュー・テナント）とともに出場し優勝。また、決勝のオーストラリア戦において、3分53秒295の世界記録をマークした。
- ロンドンオリンピックにおいても、エド・クランシー、ジェライント・トーマス、スティーヴン・バークの3人で挑み、予選で3分52秒499、決勝で3分51秒659のそれぞれ世界新記録をマークし、五輪同種目連覇に貢献した。

2014年
- セッティマーナ・インテルナツィオナーレ・ディ・コッピ・エ・バルタリ 総合優勝
- イギリス選手権 個人ロード 優勝
- オーストリア一周 総合優勝

2015年
- クリテリウム・デュ・ドーフィネ　区間優勝（第1ステージ）

2017年
- クリテリウム・デュ・ドーフィネ　区間優勝（第7ステージ）

2018年
- ボーラ・ハンスグローエに移籍。
- グランプリ・ピノ・チェラミ　優勝

2019年
- 4月5日、精神衛生上の問題のために無期限の休養に入ることを発表[1]